# Olympische Winterspiele 2018/Teilnehmer (Nigeria)
| Gelbes Symbol für Goldmedaillen mit stilisierten Olympischen Ringen | Graues Symbol für Silbermedaillen mit stilisierten Olympischen Ringen | Braundes Symbol für Bronzemedaillen mit stilisierten Olympischen Ringen |
| ------------------------------------------------------------------- | --------------------------------------------------------------------- | ----------------------------------------------------------------------- |
| —                                                                   | —                                                                     | —                                                                       |

Nigeria nahm bei den Olympischen Winterspielen 2018 in Pyeongchang mit drei Athletinnen in zwei Disziplinen teil. Es war die erste Teilnahme des Landes an Olympischen Winterspielen. Fahnenträgerin bei der Eröffnungsfeier war Ngozi Onwumere.

## Teilnehmer nach Sportarten

### Bob
| Athleten                                 | Wettbewerb | Lauf 1  | Lauf 1 | Lauf 2  | Lauf 2 | Lauf 3  | Lauf 3 | Lauf 4  | Lauf 4 | Gesamt      | Gesamt |
| Athleten                                 | Wettbewerb | Zeit    | Rang   | Zeit    | Rang   | Zeit    | Rang   | Zeit    | Rang   | Zeit        | Rang   |
| ---------------------------------------- | ---------- | ------- | ------ | ------- | ------ | ------- | ------ | ------- | ------ | ----------- | ------ |
| Frauen                                   |            |         |        |         |        |         |        |         |        |             |        |
| Seun Adigun Akuoma Omeoga Ngozi Onwumere | Zweierbob  | 52,21 s | 20     | 52,55 s | 20     | 52,31 s | 20     | 52,53 s | 20     | 3:29,60 min | 19     |

### Skeleton
| Athlet           | Lauf 1  | Lauf 1 | Lauf 2  | Lauf 2 | Lauf 3  | Lauf 3 | Lauf 4  | Lauf 4 | Gesamt      | Gesamt |
| Athlet           | Zeit    | Rang   | Zeit    | Rang   | Zeit    | Rang   | Zeit    | Rang   | Zeit        | Rang   |
| ---------------- | ------- | ------ | ------- | ------ | ------- | ------ | ------- | ------ | ----------- | ------ |
| Frauen           |         |        |         |        |         |        |         |        |             |        |
| Simidele Adeagbo | 54,19 s | 20     | 54,58 s | 20     | 53,73 s | 20     | 54,28 s | 20     | 3:36,78 min | 20     |